# Ebbsfleet United FC
Ebbsfleet United Football Club is een Engelse voetbalclub uit Northfleet. De club komt uit in de National League South, het zesde niveau van het Engels voetbalsysteem.
De club werd opgericht in 1946 na een fusie tussen Gravesend United en Northfleet United en stond bekend als Gravesend & Northfleet tot ze in 2007 hun huidige naam kregen. Gravesend & Northfleet begon in de Southern League, die ze in het seizoen 1957/58 wonnen. In het seizoen 1974/75 promoveerden ze naar de Southern League Premier Division, waarna ze in 1979 stichtend lid werden van de Alliance Premier League. In 1982 keerden ze terug naar de Southern League. Voorafgaand aan het seizoen 1997/98 traden ze toe tot de Isthmian League. Ze wonnen de competitie in het seizoen 2001/02 en bereikten daarmee opnieuw het hoogste niveau van het non-league voetbal. Nadat ze in 2007 hun naam hadden veranderd in Ebbsfleet United, wonnen ze in 2008 de FA Trophy. Twee jaar later degradeerde de club naar de Conference South, promoveerde onmiddellijk weer terug, om in 2013 weer te degraderen. Na twee mislukte play-off campagnes, was Ebbsfleet succesvol in de derde poging, door Chelmsford City te verslaan in de play-off finale. In hun eerste seizoen terug in de vijfde klasse bereikte Ebbsfleet de play-offs, maar zonder succes. Ze degradeerden in het seizoen 2019/20 terug naar de National League South, voordat ze in het seizoen 2022/23 als kampioen terugkeerden naar de hernoemde National League.
Thuiswedstrijden worden al sinds de oprichting van de club gespeeld op Stonebridge Road. Tussen 2008 en 2013 was de club eigendom van de webgebaseerde onderneming MyFootballClub, waarvan de leden stemden over onder andere transfers van spelers, budgetten en ticketprijzen in plaats van dat deze beslissingen exclusief door het management en personeel van de club werden genomen, zoals bij de meeste andere clubs.

## Geschiedenis

### Gravesend & Northfleet
Gravesend & Northfleet Football Club werd opgericht in 1946, na de Tweede Wereldoorlog, na een fusie tussen Gravesend United (oorspronkelijk opgericht in 1893) en Northfleet United (oorspronkelijk opgericht in 1890). De nieuwe club behield de rood-witte thuiskleuren (en het Stonebridge Road stadion) van Northfleet United. Van 1969 tot 1971 was Roy Hodgson, die later bondscoach werd van Zwitserland, de  Verenigde Arabische Emiraten, Finland en Engeland, speler van Ebbsfleet United, waar hij tot 59 optredens kwam. In 1979 was de ploeg een van de oprichters van de Alliance Premier League, maar degradeerde drie seizoenen later terug naar de Southern League Premier Division.
Voor het seizoen 1997/98 verliet Gravesend & Northfleet de Southern League en kwamen ze in de Isthmian League terecht. Ze speelden in de Premier Division van de competitie tot het seizoen 2001/02, toen ze als kampioen eindigden en promotie naar de Football Conference verdienden.

### Overname MyFootballClub
Op 13 november 2007 werd aangekondigd dat de website MyFootballClub een principeovereenkomst had gesloten om de club over te nemen. Ongeveer 20.000 leden van MyFootballClub betaalden elk £35 voor een overnamefonds van ongeveer £700.000 en bezaten allemaal een gelijk aandeel in de club, maar maakten geen winst en ontvingen geen dividend. Leden hadden een stem in transfers, de selectie van spelers en alle belangrijke beslissingen. Tussen 16 en 23 januari 2008 kregen leden van MyFootballClub de keuze om te stemmen of ze door wilden gaan met de overname. Een overgrote meerderheid stemde voor (95,8%). De deal werd bekrachtigd tijdens een Buitengewone Algemene Vergadering van het bestuur van de club op 19 februari.
Op 10 mei 2008 won Ebbsfleet United de FA Trophy, door Torquay United met 1-0 te verslaan in de finale onder toeziend oog van 40.000 meegereisde fans tijdens de eerste trip van de club naar Wembley. Het werd daarmee het eerste team uit Kent dat deze trofee won.  Ebbsfleet United won in hetzelfde seizoen ook de Kent Senior Cup, dankzij een 4-0 overwinning op Cray Wanderers op 26 juli 2008.
Na een jaar eigenaar te zijn geweest, verlengde een meerderheid van de MyFootballClub-leden hun lidmaatschap niet, waardoor het ledenaantal daalde van 32.000 ten tijde van de overname tot iets meer dan 9.000 op deadline day 2009. De club had eerder verklaard dat 15.000 het vereiste minimum was. In september 2010, twee en een half jaar na de overname, waren er ongeveer 3.500 leden. De club bleef in de Football Conference tot ze aan het einde van het seizoen 2009/10 degradeerde naar de Conference South. Op 15 mei 2011 won Ebbsfleet United de Conference South play-off finale met 4-2 van Farnborough FC en promoveerde daarmee gelijk terug naar de Conference Premier
Op 23 april 2013 werd aangekondigd dat de leden van MyFootballClub ervoor hadden gestemd om twee derde van de aandelen van MyFootballClub over te dragen aan de Fleet Trust, een supportersfonds voor de club. Het derde en laatste deel van de aandelen ging naar een van de grootste aandeelhouders van de club. Ebbsfleet United degradeerde aan het einde van dat seizoen naar de Conference South.

### Koeweitse investeerders
KEH Sports Ltd, een groep investeerders uit Koeweit geadviseerd door een voormalig algemeen directeur van Charlton Athletic FC, kwam in mei 2013 overeen om de club over te nemen, de schulden af te lossen, en beloofde investeringen in het team en in de trainingsfaciliteiten. Liam Daish vertrok na acht jaar als trainer en voormalig Charlton Athletic-verdediger Steve Brown werd aangesteld als zijn opvolger.
De ploeg uit Kent kwam in de drie seizoenen sinds de overname tweemaal net te kort voor een terugkeer naar het vijfde niveau. Tweemaal werd in de finale van de play-offs verloren, van respectievelijk Dover Athletic en Maidstone United. In 2017 was het wel raak. Ebbsfleet United promoveerde terug naar het vijfde niveau (inmiddels hernoemde naar National League) door de play-off finale tegen Chelmsford City in eigen huis met 2-1 te winnen. Het volgende seizoen bereikte het team de hoogste eindklassering ooit, namelijk de zesde plaats. Dit betekende dat Ebbsfleet United mocht deelnemen aan de play-offs om promotie naar de EFL League Two. Hierin won het de eerste wedstrijd van Aldershot Town, maar bleek in de volgende ronde Tranmere Rovers te sterk. Na een achtste plaats in de eindklassering een jaar later, ging het in het seizoen 2019/20 mis voor Ebbsfleet United. 
In het seizoen 2019/20 verloor ‘’The Fleet’’ haar eerste vijf wedstrijden. In oktober 2019 verliet trainer Garry Hill de club nadat er slechts twee overwinningen in de eerste 16 wedstrijden van het seizoen winnend waren afgesloten. Assistent Kevin Watson werd aangesteld als interim trainer voordat hij een contract van zeven maanden tekende tot het einde van het seizoen. Op 18 mei 2020 werd aangekondigd dat het kortlopende contract van Kevin Watson als trainer niet zou worden verlengd en dat hij de club zou verlaten. Het seizoen 2019/20 werd in maart vroegtijdig beëindigd vanwege de coronacrisis in het Verenigd Koninkrijk. Ebbsfleet United degradeerde met 0,002 punten nadat de competitie werd bepaald op basis van punten per wedstrijd.
Op 2 juni 2020 werd Dennis Kutrieb, trainer van Tennis Borussia Berlin, aangesteld als nieuwe trainer. In 2023 promoveerde Ebbsfleet United onder zijn leiding terug naar de vijfde klasse. In januari 2024 werd Kutrieb ontslagen vanwege tegenvallende resultaten en later vervangen door Danny Searle. Onder zijn leiding wist Ebbsfleet zich op de laatste speeldag te handhaven in de National League. Het moest op de laatste speeldag aantreden tegen concurrent Boreham Wood, dat twee punten minder had. Een gelijkspel was voldoende om handhaving te bewerkstelligen, wat lukte. De wedstrijd eindigde in 0-0.
Het volgende seizoen (2024/25) verliep dramatisch. De ploeg uit Kent won in de eerste 39 wedstrijden van het seizoen slechts tweemaal. Een gelijkspel tegen Aldershot Town op 22 maart 2025 betekende dat met nog zeven wedstrijden te gaan degradatie een feit was. In de bekercompetities was de ploeg ook weinig succesvol. In de FA Cup ging het al vroeg mis. De ploeg verloor in de laatste kwalificatieronde met maar liefst 3-0 van het een divisie lager spelende Maidstone United. In de FA Trophy bleek Sutton United na strafschoppen te sterk.

## Erelijst
- FA Trophy: 2007/08
- Southern Football League: 1957/58
- Southern Football League Cup: 1977-78
- Southern Football League Southern Division: 1974/75, 1993/94
- Southern League Championship Cup: 1978/79
- Isthmian Football League Premier Division: 2001/02
- Winnaar play-offs Conference South / National League South 2010/11, 2016/17
- Isthmian League Full Members Cup: 2000/01
- Kent Senior Cup: 1948/49, 1952/53, 1980/81, 1999/2000, 2000/01, 2001/02, 2007/08, 2013/14
- Kent Floodlight Cup: 1969/70
- Kent Youth League: 1995/96
- Kent Youth League Cup: 1982/83, 1986/87
- John Ullman Cup: 1982/83

bijgewerkt tot en met het seizoen 2024/25
Bath City ·
Chelmsford City ·
Chesham United ·
Chippenham Town ·
Dagenham & Redbridge · 
Dorking Wanderers ·
Dover Athletic ·
Ebbsfleet United · 
Eastbourne Borough ·
Enfield Town · 
Farnborough ·
Hampton & Richmond Borough ·
Hemel Hempstead Town ·
Hornchurch ·
Horsham  ·
Maidenhead United · 
Maidstone United ·
Salisbury ·
Slough Town ·
Tonbridge Angels ·
Torquay United ·
Totton ·
Weston-super-Mare ·
Worthing